# Lista över byggnadsminnen i Hallands län
Här följer en förteckning över byggnadsminnen i Hallands län.

## Falkenbergs kommun
| Namn                                                            | Ursprunglig funktion                                         | Byggår                                                      | Arkitekt | Plats      | Läge               | Anläggnings-ID | Bild                                                                      |
| --------------------------------------------------------------- | ------------------------------------------------------------ | ----------------------------------------------------------- | -------- | ---------- | ------------------ | -------------- | ------------------------------------------------------------------------- |
| Borgen Hällerup (Hällarp 1:7)                                   | Herrgård, säteri (1 byggnad)                                 | 1684-1740 (mellan dessa år)                                 | okänd    | Hellerup   | 56.96396, 12.52913 |                | Se fler bilder av denna byggnad · Ladda upp en till bild av denna byggnad |
| Olofsbo hembygdsgård (Olofsbo 4:34)                             | Bondgård (4 byggnader)                                       | 1838                                                        |          | Olofsbo    | 56.92899, 12.42167 |                | Ladda upp en bild av denna byggnad                                        |
| Rörbeckska huset och Rådhustorget (Svea 10 och Innerstaden 3:1) | Rådhus, stadshus, telegrafstation och televerk (3 byggnader) | 1826 (Rådhuset), 1929 (Rörbeckska huset), 1960 (Stadshuset) |          | Falkenberg | 56.90425, 12.49190 |                | Se fler bilder av denna byggnad · Ladda upp en till bild av denna byggnad |
| Tullbron (Herting 2:1)                                          | Bro (1 byggnad)                                              | 1761                                                        |          | Falkenberg | 56.90296, 12.49417 |                | Se fler bilder av denna byggnad · Ladda upp en till bild av denna byggnad |
| Severin Nilsons ateljéstuga (Haga 3:2)                          | Konstnärsateljé, bostadshus (1 byggnad)                      | 1853                                                        |          | Asige      | 56.88803, 12.77326 |                | Se fler bilder av denna byggnad · Ladda upp en till bild av denna byggnad |

## Halmstads kommun
| Namn                                              | Ursprunglig funktion                            | Byggår             | Arkitekt | Plats     | Läge               | Anläggnings-ID | Bild                                    |
| ------------------------------------------------- | ----------------------------------------------- | ------------------ | -------- | --------- | ------------------ | -------------- | --------------------------------------- |
| Biografen Röda Kvarn (Drottning Kristina 1)       | Biograf (1 byggnad)                             | 1925               |          | Halmstad  | 56.67612, 12.85863 |                | Ladda upp en till bild av denna byggnad |
| Televerkets hus (Gråmunken 1; f.d. Gråmunken 24 ) | Telegrafstation och televerk (1 byggnad)        | 1925               |          | Halmstad  | 56.67716, 12.85758 |                | Ladda upp en till bild av denna byggnad |
| Brooktorpsgården (Broktorp 11)                    | Borgargård (1 byggnad)                          | 1700-talets början |          | Halmstad  | 56.67380, 12.85538 |                | Ladda upp en till bild av denna byggnad |
| Bruno Mathssons sommarhus (Onsjö 32:16)           | Fritidshus, sommarvilla (1 byggnad)             | 1960               |          | Frösakull | 56.66255, 12.73922 |                | Ladda upp en till bild av denna byggnad |
| Halmstads slott (Slottet 1)                       | Riksfäste (1 byggnad)                           | 1600               |          | Halmstad  | 56.67137, 12.85763 |                | Ladda upp en till bild av denna byggnad |
| Kirsten Munks hus (Kirsten Munck 1)               | Borgargård, handelsgård (1 byggnad)             | 1620-talet         |          | Halmstad  | 56.67555, 12.85904 |                | Ladda upp en till bild av denna byggnad |
| Mostorp (Mostorp 5:1)                             | Herrgård, säteri (2 byggnader)                  | 1880               |          | Getinge   | 56.83959, 12.72355 |                | Ladda upp en till bild av denna byggnad |
| Norre Port (Halmstad 5:1)                         | Befästning, tullhus och tullstation (1 byggnad) | 1603               |          | Halmstad  | 56.67744, 12.85929 |                | Ladda upp en till bild av denna byggnad |
| Särdals kvarn (Särdal 1:7)                        | Kvarn (2 byggnader)                             | 1890               |          | Haverdal  | 56.74146, 12.65789 |                | Ladda upp en till bild av denna byggnad |
| Tylöns fyrplats (Tylön 1:1)                       | Fyrplats (6 byggnader)                          | 1870               |          | Tylön     | 56.64685, 12.71038 |                | Ladda upp en till bild av denna byggnad |
| Vapnö slott (Vapnö 6:2; f.d. Vapnö 2:1)           | Herrgård (3 byggnader)                          | 1750-talet         |          | Vapnö     | 56.71296, 12.84102 |                | Ladda upp en till bild av denna byggnad |

## Hylte kommun
| Namn                                     | Ursprunglig funktion         | Byggår     | Arkitekt | Plats         | Läge               | Anläggnings-ID | Bild                                    |
| ---------------------------------------- | ---------------------------- | ---------- | -------- | ------------- | ------------------ | -------------- | --------------------------------------- |
| Brunnsbacka sågkvarn (Brunnsbacka 1:2-3) | Kvarn (1 byggnad)            | 1870-talet |          | Södra Unnaryd | 56.98186, 13.54039 |                | Ladda upp en till bild av denna byggnad |
| Rydöbruks missionshus (Rydö 1:13)        | Frikyrka (1 byggnad)         | 1900       |          | Rydöbruk      | 56.95998, 13.13456 |                | Ladda upp en till bild av denna byggnad |
| Landeryds station (Landeryd 28:1)        | Stationshus (3 byggnader)    | 1906       |          | Landeryd      | 57.0775, 13.276111 |                | Ladda upp en till bild av denna byggnad |
| Slätteryds byskola (Slätteryd 1:7)       | Skola, byskola (4 byggnader) | 1913       |          | Södra Unnaryd | 56.97121, 13.62576 |                | Ladda upp en bild av denna byggnad      |

## Kungsbacka kommun
| Namn                                                                 | Ursprunglig funktion                    | Byggår           | Arkitekt | Plats    | Läge               | Anläggnings-ID | Bild                                    |
| -------------------------------------------------------------------- | --------------------------------------- | ---------------- | -------- | -------- | ------------------ | -------------- | --------------------------------------- |
| Riksdagsmannagården i Axtorp (Axtorp 1:6)                            | Bondgård (3 byggnader)                  | 1830-talet       |          | Förlanda | 57.42095, 12.29705 |                | Ladda upp en till bild av denna byggnad |
| Äskhults by (Äskhult 1:2 o 1:4 o 1:5 o 1:11; f.d. Äskhult 1:1 o 1:3) | Bysamfällighet, bondgård (11 byggnader) | 1700-talet       |          | Förlanda | 57.42713, 12.28312 |                | Ladda upp en till bild av denna byggnad |
| Mårtagården (Iserås 6:1)                                             | Kaptensgård (7 byggnader)               | 1780             |          | Onsala   | 57.39437, 11.99537 |                | Ladda upp en till bild av denna byggnad |
| Knapegården (Råö 13:1)                                               | Kaptensgård (7 byggnader)               | 1750-talet       |          | Onsala   | 57.39120, 11.95916 |                | Ladda upp en till bild av denna byggnad |
| Nidingens fyrplats (Nidingen 1:1)                                    | Fyrplats (12 byggnader)                 | 1945             |          | Onsala   | 57.30296, 11.90194 |                | Ladda upp en till bild av denna byggnad |
| Stolpboden, Särö (Särö 1:502)                                        | Herrgård,Säteri (1 byggnad)             | 1775             |          | Särö     | 57.50567, 11.93942 |                | Ladda upp en till bild av denna byggnad |
| Tjolöholms slott (Tjolöholm 1:1 m. fl.)                              | Slott (18 byggnader)                    | 1904             |          | Fjärås   | 57.40255, 12.10663 |                | Ladda upp en till bild av denna byggnad |
| Vallda metodistkapell (Lunna 11:5)                                   | Frikyrka (1 byggnad)                    | 1872             |          | Vallda   | 57.46083, 11.99845 |                | Ladda upp en till bild av denna byggnad |
| Wea kaptensgård (Ekenäs 5:18)                                        | Kaptensgård (3 byggnader)               | 1700-talets slut |          | Särö     | 57.51562, 11.97630 |                | Ladda upp en till bild av denna byggnad |

## Laholms kommun
| Namn                                            | Ursprunglig funktion                      | Byggår             | Arkitekt | Plats             | Läge               | Anläggnings-ID | Bild                                    |
| ----------------------------------------------- | ----------------------------------------- | ------------------ | -------- | ----------------- | ------------------ | -------------- | --------------------------------------- |
| Vippentorpet (Bygget 1:3)                       | Torp (1 byggnad)                          | 1778               |          | Ysby              | 56.50471, 13.24147 |                | Ladda upp en till bild av denna byggnad |
| Hausknechtska huset (Hästen 5)                  | Handelshus och handelskompani (1 byggnad) | 1799               |          | Laholm            | 56.51208, 13.04398 |                | Ladda upp en till bild av denna byggnad |
| Backstugan i Fladalt (Fladalt 1:44)             | Backstuga (1 byggnad)                     | 1850               |          | Våxtorps distrikt | 56.36606, 13.14641 |                | Ladda upp en till bild av denna byggnad |
| Bollaltebygget (Bållalt 2:8; f.d. Bollalte 2:8) | Bondgård (5 byggnader)                    | 1700-talet         |          | Knäred            | 56.57657, 13.30331 |                | Ladda upp en till bild av denna byggnad |
| Skottorps slott (Skottorp 1:39)                 | Slott (5 byggnader)                       | 1660-talet         |          | Skummeslöv        | 56.43581, 12.97898 |                | Ladda upp en till bild av denna byggnad |
| Vallens slott (Vallen 1:23)                     | Slott (3 byggnader)                       | 1800-talets början |          | Våxtorp           | 56.42945, 13.12756 |                | Ladda upp en till bild av denna byggnad |
| Västralt (Västralt 2:10, Lottens)               | Bostadshus (3 byggnader)                  | 1909               |          | Knäred            | 56.51497, 13.31044 |                | Ladda upp en bild av denna byggnad      |
| Skidbacken(Doktorn 5)                           | Bostadshus                                | 1956               |          | Laholm            | koordinater saknas |                | Ladda upp en till bild av denna byggnad |
| Edenberga Brandstation (Edenberga 2:16)         | Brandstation                              | 1927               |          | Ränneslöv         | koordinater saknas |                | Ladda upp en bild av denna byggnad      |

## Varbergs kommun
| Namn                                                              | Ursprunglig funktion                      | Byggår           | Arkitekt | Plats     | Läge               | Anläggnings-ID | Bild                                                                      |
| ----------------------------------------------------------------- | ----------------------------------------- | ---------------- | -------- | --------- | ------------------ | -------------- | ------------------------------------------------------------------------- |
| Hägareds gård (Hägared 1:1)                                       | Bondgård (7 byggnader)                    | 1816             |          | Tvååker   | 57.02163, 12.39320 |                | Ladda upp en bild av denna byggnad                                        |
| Långanskogen (Ästad 1:17)                                         | Backstuga (1 byggnad)                     | 1700-talets slut |          | Sibbarp   | 57.06106, 12.53786 |                | Ladda upp en bild av denna byggnad                                        |
| Båtsmanstorpet Hallmans (Olofstorp 7:4)                           | Torp,Soldattorp, båtsmanstorp (1 byggnad) | 1840-talet       |          | Valinge   | 57.16677, 12.40515 |                | Ladda upp en bild av denna byggnad                                        |
| Grimetons radiostation och radioby (Grimeton 13:34 o 13:37-13:45) | Bostadshus (20 byggnader)                 | 1924             |          | Grimeton  | 57.11430, 12.39923 |                | Se fler bilder av denna byggnad · Ladda upp en till bild av denna byggnad |
| Grunnarps gård (Grunnarp 3:12)                                    | Bondgård (4 byggnader)                    | 1700-talets slut |          | Gödestad  | 57.14810, 12.35612 |                | Ladda upp en bild av denna byggnad                                        |
| Åkrabergs ladugård (Värö-Åkraberg 1:12)                           | Bondgård (1 byggnad)                      | 1730-talet       |          | Värö      | 57.25889, 12.23186 |                | Ladda upp en till bild av denna byggnad                                   |
| Lindhovs kungsgård (Lindhov 1:1)                                  | Kungsgård (7 byggnader)                   | 1838             |          | Lindberg  | 57.14223, 12.26418 |                | Ladda upp en till bild av denna byggnad                                   |
| Societetshuset (Getakärr 3:60)                                    | Societetshus (1 byggnad)                  | 1886             |          | Varberg   | 57.10670, 12.24296 |                | Ladda upp en till bild av denna byggnad                                   |
| Sunvära kvarn (Sunnvära 11:9)                                     | Kvarn (1 byggnad)                         | 1899             |          | Värö      | 57.24602, 12.21474 |                | Ladda upp en bild av denna byggnad                                        |
| Varbergs fästning (Getakärr 3:62)                                 | Riksfäste (12 byggnader)                  | 1287             |          | Varberg   | 57.10641, 12.23998 |                | Ladda upp en till bild av denna byggnad                                   |
| Åsklosters kungsgård (Åskloster 1:1)                              | Kungsgård (3 byggnader)                   | 1807             |          | Åskloster | 57.22525, 12.22004 |                | Ladda upp en till bild av denna byggnad                                   |
| Varbergs Teater (Komedianten 5)                                   | Teater                                    | 1895             |          | Varberg   | koordinater saknas |                | Ladda upp en till bild av denna byggnad                                   |